# Remote Play
Remote Play ist eine Funktion der Sony-Videospielkonsolen, mit der die PlayStation 3, PlayStation 4 und PlayStation 5 die Video- und Audioausgabe an ein anderes Gerät, wie ein Smartphone oder Tablet übertragen können; zuvor konnte dies nur eine PlayStation Portable oder PlayStation Vita sein. Im Jahr 2014 wurde die Funktion auf PlayStation TV, Xperia-Smartphones und -Tablets (Z2 und neuer) sowie PlayStation Now ausgeweitet. Im Jahr 2016 wurde es auf Microsoft Windows-PCs und macOS ausgeweitet. Im Jahr 2019 wurde schließlich die Unterstützung für Android- und iOS-Geräte hinzugefügt. Die Unterstützung für das Remote-Play von PlayStation-5-Spielen auf anderen Geräten wurde im November 2020, kurz vor der Markteinführung der neuen Konsole, hinzugefügt.
Während Remote Play auf der PS3 nur selten implementiert wurde, ist es bei allen PS4-Spielen obligatorisch, außer bei Spielen, die Peripheriegeräte wie PlayStation Move verwenden.